# Lausanne (bateau à vapeur)
Pour l’article homonyme, voir Lausanne.
Le Lausanne I est un bateau « Belle Époque » de la Compagnie générale de navigation sur le lac Léman (CGN). C'est un bateau à vapeur et à roues à aubes.

## Historique
Le Lausanne est commandé en 1898 chez Sulzer Frères, Winterthour. Il est terminé en 1900. Dans les premiers temps il a des problèmes de stabilité.
Ses chaudières sont révisées en 1924 et des travaux sont faits sur la coque. En 1927, on place un toit en métal sur le pont supérieur qui remplace la toile et l'avant du pont reçoit un vitrage protecteur. Le bateau est à nouveau révisé.
Il est transformé en 1948-1949 et reçoit un moteur diesel-électrique. En 1968, par un fort vent d'ouest, le Lausanne n'est plus contrôlable et vient s'échouer au débarcadère d'Ouchy, écrasant plusieurs petits bateaux. Il est finalement démoli en 1978.
Un bateau moderne portant le même nom est inauguré en 1991.

### Sources
- Jacques Christinat, Bateaux du Léman : deux siècles de navigation, Cabédita, 2003.  (ISBN 2-88295-061-6)